# KATSU!
『KATSU!』（カツ）は、あだち充による日本の漫画作品。同作者の作品でボクシングが登場する作品は『タッチ』、『スローステップ』などがあるが、主軸のスポーツにボクシングを据えた作品は本作が初である。

## あらすじ
光葉高校に入学した里山活樹は、同じクラスの名前が同じである、水谷香月に近づくために、友人の川上京太とともに、香月の父親の運営する、ボクシングの水谷ジムへ入会した。しかし、香月の父親はすでに離婚しており、香月本人もボクシングを嫌いになろうとしていた。
ふとしたことから、香月と活樹はスパーリングをすることになり、そこで、その場にいたみんなが活樹の才能を見抜いた。その後いろいろなことが重なり、活樹は香月とともにボクシング部に入部することになる。活樹の父親で、逃げの天才だった元プロボクサーの里山八五郎をコーチに迎え、練習を始めた。そこから二人の"かつき"の運命が動き出す…

## 登場人物

### 主要人物
里山 活樹（さとやま かつき）
本作品の主人公。光葉高校1年B組（のち2年A組）。5年前に母親を亡くしている。なぜか古文が得意。連載初期は鼻が三角に描かれていた。
名前が同じという事もあって入学以来気になっていた香月に近付くためという不純な動機で、香月の父が会長を務める水谷ボクシングジムに入会しボクシングを始める。自宅の体重計が壊れていてバンタム級だと思っていたが、実はライバルが犇めくフェザー級だった。
実の父親である赤松隆介と育ての父親である里山八五郎という二人の正反対のボクシングスタイルの両方の才能を濃く受け継いでいる。
あるイベントで岬新一と野球で1打席のみの対決をする。岬の豪速球に書かれた文字を読んだり、高速フォークに当たりはしなかったがタイミングを合わせたりと、その実力を見せ付けた。
高2、高3時のIH、国体は2年連続優勝。また、高校選抜でも優勝し、公式戦無敗で高校五冠を果たす。卒業後大学受験に失敗するも、浪人中にライセンスを取得しプロボクサーとなる。
水谷香月とは相思相愛の仲であり、ベタベタはしないがお互いをよく理解している。
水谷 香月（みずたに かつき）
本作品のヒロイン。活樹のクラスメート。勝ち気な性格でボクシングがものすごく強い。母が父の性格を嫌って離婚しており、現在は母親と暮らしている。その為、ボクシングを嫌っているが、ガソリンスタンドで変装してバイトをしていたことが校長にばれ、その弱みに付け込まれ新ボクシング部に入部する羽目になった。身長は160cm程。
音楽室の幽霊を信じる、など、思い込みが激しい？性格。
父・剛史曰く「ボクシング嫌いの原因は、女であることから男子ボクシングは出来ない反動」とのこと。また、同居するボクシング嫌いの母親の手前、表向きは嫌いということにしていた。しかし、下述の通り活樹に夢を託したため再び好きになった様子。
紀本高道と対戦するつもりでいたが、試合前の活樹とのスパーリングで活樹の強烈なパンチをガードし続けた結果、両腕が痺れてしまい試合は不戦敗となった。しかし、このスパーリングで活樹の才能に惚れ込み、活樹に自らの夢を託すことを決意する。
活樹がボクシングを始める以前の光葉高校受験の際に、活樹が気付かずに落としたお守りを拾っており、クラスも名前も同じと言うことで合格発表・入学式など事ある毎に活樹を目で追う癖が付き、その興味はいつしか恋愛感情になっていっていた。
活樹に近づく南条理子、半沢みのりには露骨に反応するなど、あだち充のヒロインとしては珍しいタイプ。

### 光葉高等学校
川上 京太（かわかみ きょうた）
活樹の小学校からの幼馴染でクラスメート。活樹と同じく香月に近づくために水谷ボクシングジムに通いボクシングを始める。入学した時から香月に目を付けていたが何度も振られる。ライト級。
成長の凄さは水谷ボクシングジムでもトップだが、活樹には右手一本で負けてしまう。といっても、インターハイでは準優勝しており、かなりの実力がある。香月曰くマメさとしつこさが武器。
里山 八五郎（さとやま はちごろう）
活樹の育ての父親で、年齢は48歳。里山は妻の姓で、彼自身の旧姓は「坂口」という。かつては「ラビット坂口」というリングネームで活動していたプロボクサーで、通算対戦成績は22戦12勝無敗10引分（1KO）。引退後は会社勤めをしていたが、勤めていた会社が倒産したため、息子の高校の校長に頼まれていた新ボクシング部の顧問を引き受ける。
減点ギリギリまで逃げ回るボクシングスタイルで、「パンチ力は素人に毛が生えた程度だが、世界に通じるせこい技術をもっている」と言われたほどで、パンチを貰わないボクサーとして有名。そのボクシングスタイルゆえあまり人気はなかったが、当時プロボクサー志望だった選手などにはファンが多い。
しかし引退試合として選んだ赤松隆介戦で、自分の果たせなかった夢を託そうと殴り倒されるつもりで普段より一歩前に出て闘った。その結果カウンターとなり、初のKO勝利を将来有望な赤松から得る。しかし、この試合が原因で1ヵ月後に赤松は亡くなる。罪滅ぼしとして、当時妊娠していた赤松の婚約者である里山佐知子と結婚。その後、佐知子との間に茶紀(活樹の妹)をもうける。
大島 由紀夫（おおしま ゆきお）
光葉高校校長。58歳。ボクシングの経験はほとんど無いが、見てきた試合数は半端ではなく、目も肥えている。また、狡猾であり、香月の弱みを握って交渉したり、人脈を利用して八五郎の再就職を邪魔し続けて新ボクシング部のコーチにさせた。
二階堂 周作（にかいどう しゅうさく）
光葉高校一年（17歳）。中学の時に2年間少年院にいたが、現在は更生した（らしい）。ミドル級。
苦労の末にプロのライセンスを取るがデビュー戦は負ける。活樹とは昔からの仲。水谷ボクシングジム所属。
水谷剛史に借金している（額は不明）。
船田 銀二郎（ふなだ ぎんじろう）
ボクシング部の元キャプテン。自分が無軌道に振舞うために廃部（休部）に追い込んだ張本人。練習嫌いなので香月の腕には遠く及ばないが、ケンカは強い。たまに活を入れに新ボクシング部にやってくる。

### 活樹の対戦相手
紀本 高道（きもと たかみち）
浅倉高校1年。ボクシング部。香月の家の近所にあるコンビニ店（11／1000 千分のイレブン）の息子。
昔はいじめられっ子で、いつも香月に助けられていた。香月より強くなるためにボクシングを始めた。香月には「香月より強くなったらボクシングをやめる」約束をしていたが、香月が無意識に探しているボクシングを辞める理由を作るという目的に変わった。しかし香月の練習相手だった活樹が香月を試合不能に追い込んだことで、香月戦は実現しなかった。
天性のセンスと日に日に上達する活樹に香月の恋敵として対戦を決意し、活樹の間違った体重であるバンタム級に合わせ体重調整を行っていた。しかしその後、正しくは活樹はフェザー級だったことを知らされる。
光葉高校との練習試合で活樹と対決するのだが、香月との1日デートを条件にハンディキャップとして左フックを封印すると香月に約束していた。それを知っていた活樹はフェアにわざと左フックを誘ったものの、紀本は左フックを使わずに活樹に負ける。約束のデートの際に、実はハンデを守ったのは、絶対に活樹に勝てるという自信が無かったからと述べていたが、香月から「あの試合は負けてはいけなかった」「2度と里山には勝てない」と言われてしまう。
岬の好敵手を自認して対戦するが、ボクシングによる自身の視力低下（日常生活を送っている分には支障ないという事から、網膜剥離の可能性も）などが原因で敗れる。活樹に打倒岬の夢を活樹に託し、香月の活樹を育てる夢に協力する為に引退し活樹の参謀役を買って出る。
しかし登場人物が充実してきたことなど物語が進むにつれ本編への登場機会が無くなってしまった。
岬 新一（みさき しんいち）
神奈川県にある港星高校の生徒。一年のときに夏の甲子園を制覇したときのエースで四番。158km/hが投げられる。二年ではボクシングでインターハイ優勝を目指すといって転向。フェザー級。サウスポースタイルのボクサー。野球でもボクシングでも、カメラが入るとさらに強くなる。
里山家を訪れた時に、香月に助けられたことが切っ掛けで香月に好意を抱くようになった。それ以後、果敢に何度でも香月に言い寄る。そして水谷ボクシングジムに入会する。
ボクシング好きの祖父の影響を強く受け赤松隆介に憧れており、子供時代はいつも赤松のビデオを見ていた（右ボクサーである赤松のビデオを見ながらボクシングを覚えたため、「鏡」の要領で、幼児期からサウスポーになった）。そのため、赤松の死因となった里山八五郎を恨み、その息子の活樹を赤松の敵として香月の恋敵としていた。（後に活樹は赤松の息子であることを知るのだが）
前述の通り、ボクシングの腕前もなかなかのものであり、公式戦負けなしであったが、2年インターハイ時は、事故により準決勝棄権。非公式で活樹と2度対戦しているが、2度とも活樹に敗れている。
プロボクサーになるつもりでいたのだが、内田の父親のせいで倒産寸前となった父親の会社を救うため、1億円の契約金を目的にプロ野球選手になることを決断し、ボクシングを引退。引退試合は非公式で活樹と対戦し、敗れている。
内田 仁（うちだ じん）
3年生10人を殴り倒して高校を一ヶ月と持たず退学になり、17歳でボクシングのプロライセンスを取得する。光栄ジム所属。フェザー級。スーパーの店員をして自活している。
岬とは幼い時から親友であり、小学生の時に1度負けている。
4戦連続KO勝利するなどボクシング界期待の星だったのだが、犯罪ギリギリの手口で岬の父親を騙した父・権造を殴り、全治3ヶ月の重傷を負わせて逮捕される。
宮川 光(みやがわ　ひかる)
坂野台高校2年。活樹がインターハイ予選決勝戦で対戦した相手。小学校低学年からプロボクサーを志し、水谷や八五郎の昔馴染みが経営するボクシングジムに入門。会長の益尾曰く「10年に一度の逸材」であり、谷を倒した実力は水谷が認める程である。だが、プロボクサーとして売り出すにはあまりにも地味で目立たない人物である。そのため、岬を倒す事で世間の注目を集めようと坂野台高校からインターハイに出場している。香月に想いを寄せ、彼女にラブレターを渡した。
益尾の指示で「ラビット坂口」の様な逃げ回ってポイント狙いの戦い方で活樹を苦しめていたが、想いを寄せる香月の叱咤で倒す目的で前進して敗れる。

### 活樹の家族
赤松 隆介（あかまつ りゅうすけ）
活樹の本当の父。ウェルター級。天才的な才能とずば抜けたパンチ力を持つ。デビューから9戦連続KO勝利を見せ、期待の星と言われた。活樹の母、里山佐知子と婚約しており、里山八五郎との対戦で10戦連続KOし、それを手土産に彼女の両親に結婚を申し込むつもりでいた。しかし、八五郎のカウンターを受けた際に後頭部を打ちつけて逆にKO負けしてしまう。その後1度は起き上がるも入院し、1ヶ月後に死亡した。生きていれば間違いなくウェルター級世界王者になっていたと言われている。
里山 佐知子（さとやま さちこ）
活樹と茶紀の母親。婚約者である赤松隆介との間に出来た活樹を身篭っていたが、八五郎との試合で赤松が亡くなり、表向きできちゃった結婚として八五郎と結婚する。八五郎に深く感謝しているのと同時に彼を夫として心から愛しており、八五郎との間に茶紀をもうける。活樹にとっては美人で優しい母親であったが、5年前の夏に亡くなった。
里山 茶紀（さとやま ちゃき）
活樹の父親違いの妹。登場当初9歳。手に持った物を人に投げるクセがある。香月とは一緒に風呂に入るなど仲がいい。
里山 きく（さとやま きく）
活樹・茶紀の母方の祖母。64歳。娘・佐知子からは婚約者がプロボクサーとしか聞かされていなかったため、赤松隆介の存在は知らない様子。日本全国神社仏閣お守り集めが趣味だが、いいタイミングで合格祈願のお守りと縁結びのお守りを間違えてしまう。
パンチ
里山家のペット、バカ犬。元々は八五郎が勤めていた会社の社長の犬で、旅行の間だけ預かってくれと騙されて引き渡される。会社が倒産した後、社長一家は夜逃げしたため、そのまま里山家のペットとなった。散歩の際、常に全力疾走で引っ張るので活樹の足腰が鍛えられた。
他のあだち充漫画に登場するパンチとは違い、ボクサー犬である。

### 香月のライバル
南条 理子（なんじょう りこ）
赤松隆介が所属していた翔拳ジム会長の孫娘。赤松隆介は初恋の相手。またプロボクサーであった父親をロードワーク中に飲酒運転の車に轢かれ亡くしている。
翔拳ジムを再建する為にあの手この手で芝居を打って活樹を口説き落とそうとしている。3流役者の知り合いが多く、口説き落とすために度々利用している。獲得に真剣だということが伝われば十分として、活樹に芝居がばれてもアッケラカンとしている。活樹を彼個人ではなく赤松の分身や生まれ変わりの様な存在と思っているような描写が多い。愛車はフォルクスワーゲンのニュービトル。
半沢 みのり（はんざわ みのり）
浅倉高校2年、新聞部。活樹・京太の小、中学校の時の同級生。活樹の事が好き。小学時代に活樹にラブレターを貰ったことがある。しかし、ラブレターの返事はしていない。新聞部だけあって情報通だが、早とちりが多い。顔に雀斑のある平凡な顔立ちの少女であり、香月にとっては女性として格下のライバルである。その為、美人でお金も持っている理子の登場で出番が無くなった。
また、年の離れた姉がいる。既婚者で娘がいる。

### その他
水谷 剛史（みずたに つよし）
香月の父親。元プロボクサー、東洋ウェルター級チャンピオン。水谷ボクシングジムの会長。登場当初50歳。校長曰く、右のクロスが凄かった。ラビット坂口（里山八五郎）とは2度闘っているが、いずれもラビットの逃げのボクシングに短気を起こし剛史が反則負けしている。酔っ払って娘に物を投げたりする事もあるが(怪我をさせた事もある)、誰よりも真摯に娘を理解して愛している。ボクシングに対して彼なりの信念を持っている。ラビット坂口に対し、自分のボクシングに対する信念と違う彼のスタイルに反感を持つと同時に関心を持っており、彼に対して「赤松を殺した」とは決して言わない。
妻とは離婚しており、養育費は銀行振込みにせずジムで手渡し(香月に会いたいから)している。
娘を溺愛し、雪で外に出るのが危険なときでも、暗闇が苦手な娘（香月）の様子を見に行ったりした。
あだ名は海坊主。
水谷 春音（みずたに はるね）
香月の母親。大のボクシング嫌い。離婚後はお好み焼き屋を経営している。登場当初41歳。偶然同姓者同士の結婚だったために、離婚しても水谷姓。メロンが好物。当初は客寄せの為に未亡人と偽っていた。物語が進むに連れて少しずつ元夫との関係が修復していく様に描写されている。
佐久良 正（さくら ただし）
水谷ボクシングジム所属のプロボクサー。職業は食堂の店員。
ラビット坂口（里山八五郎）の大ファンであり、婿入りして名前が変わったことも、活樹がラビット坂口の息子であることも知っている（赤松隆介の息子であることまでは知らない）。お世辞を言わない性格。
ボクシングの腕前を見る目があり、初期の段階で活樹の能力を見通していたり、活樹が片手で戦っていたりしたのを見抜いて？いた。
ファンだけあって、ボクシングスタイルはラビットによく似ている。水谷剛史曰く、日本チャンピオンくらいなら行ける。
堺（さかい）
水谷ボクシングジムの社員。ジムでほぼ唯一の優しい人。ちょっと太め。
鶴田（つるた）
ラビット坂口が所属していた光栄ジムの会長。赤松隆介に関する件などは詳しく知っている。水谷香月が里山家で練習をする際の道具を運んできてくれた。
南条 伝助 (なんじょう でんすけ)
赤松隆介が所属していた翔拳ジムの元会長。赤松隆介と自分の息子の2大看板を事故で亡くしたため、ボクシングジムを閉じ、蕎麦屋を営む。鶴田同様、赤松隆介の試合中の事故、赤松隆介の息子などを知っている数少ない人物。
谷 正人（たに まさと）
浅倉高等学校ボクシング部所属。登場当初2年生。活樹達が一年生時のインターハイフェザー級3位。粗暴で短気な性格の上に口も悪い皮肉屋。交友関係も不良が多い。同じ階級の紀本に警戒心を持っている。スパーリングに負けた腹いせに仲間を連れ、彼をリンチしようとする等卑劣な人間である。実家はそこそこの大きさの会社を経営しており、父親に過保護で育てられたらしい。
紀本、宮川、岬といった作中で活樹が試合した強敵の強さを表現する為のかませ犬としての役回りをしている。
大友 力也（おおとも りきや）
浅倉高等学校ボクシング部所属。登場当初2年生。活樹達が一年生時のライト・ミドル級準優勝。大柄な体付きの強面で寡黙な性格だが、男気のあって優しい性格の持ち主。弱い者いじめは嫌いだが、強い人間と喧嘩をするのは好きらしい。谷と一緒に行動している事が多い。ボクシングの実力は紀本よりも下である。
父親が谷の父親の経営している会社に勤務しているが、剛毅な性格の父親から谷に親同士の関係を出されても突っぱねろと言われており、谷との関係は対等である。

## 作中の建造物
光葉高等学校（こうようこうとうがっこう）
活樹・香月らが通う高等学校。文武共に普通の高校。かつてはボクシング部があったが廃部(休部)。その後、活樹と香月の為に新ボクシング部が作られる。東京都中野区立北中野中学校がモデルである（同校にボクシング部はない）。
水谷ボクシングジム
香月の父親が経営するボクシングジム。活樹、京太らが通う。
入会金17000円、月謝9000円。
平日15:30 - 21:00、日祭日12:00 - 18:00。
お好み焼き春音（はるね）
香月の母親が経営するお好み焼き屋。ママ目当てで通う常連客も多い、活樹の父親もその一人。2階が住居部分。
私立 浅倉高等学校（あさくらこうとうがっこう）
紀本が通う高等学校。ボクシングの名門校。東京都にある。顧問は学生時代プロボクサー志望でラビット坂口のファン。
翔拳（しょうけん）ボクシングジム
赤松隆介がかつて所属していたが、看板選手2人が相次いで死亡し一度潰れてそば屋になった。しかし会長の息子の嫁(もしくは娘)がデザイナーとして集めた資金を利用して近代的ジムとして翔拳ジムを再建する。
活樹と香月はここの特別会員（入会費・年会費無料）。
住所は東京都中野区鷺宮（上鷺宮?）。

## その他
作中の全国高等学校野球選手権大会（夏の甲子園、描写はほぼ背景と実況のみ）で、「タッチ」で主人公の上杉達也らが所属していた明青学園が同作での初出場以来16年ぶり2回目の出場を果たし、準優勝した（決勝で岬新一擁する港星高校に敗れた）。しかし、2012年に連載開始したタッチの続編「MIX」では、「かつて1度だけ甲子園出場して優勝したことがある」とされ、本作での設定は反映されなかった。
作中で水谷香月が急性虫垂炎、香月の母親が盲腸で入院をした杉中病院はクロスゲームでも登場をしている。